# Volemys musseri
Volemys musseri е вид гризач от семейство Мишкови (Muridae).

## Разпространение и местообитание
Видът е разпространен в Китай (Съчуан).
Обитава склонове и ливади.